# L'uomo del mare (film)
L'uomo del mare (Head Winds) è un film muto del 1925 diretto da Herbert Blaché. La sceneggiatura di Edward T. Lowe Jr. si basa su Head Winds, romanzo di A. M. Sinclair Wilt pubblicato a New York nel 1923. Prodotto e distribuito dalla Universal Pictures, il film aveva come interpreti House Peters, Patsy Ruth Miller, Richard Travers, Arthur Hoyt, William Austin, William Conklin, Lydia Yeamans Titus, George Kuwa.

## Trama
Peter Rosslyn è innamorato di Patricia Van Felt, una ragazza vivace ma piuttosto irresponsabile, e lui non se la sente di dichiararsi, volendo aspettare che la giovane diventi più matura. Ma quando scopre che lei sta pensando di sposare Templeton Arnold, un cacciatore di dote, Peter non perde tempo e organizza di far portare a bordo del suo panfilo Patricia, dove le fa credere di essere lui Arnold, presentandosi con il volto fasciato da bende. I due si sposano davanti a un pastore, e lo yacht salpa. Quando però Peter si toglie le bende, Patricia è sbalordita nel vederlo. Cerca di fuggire con una barca a remi, ma viene riportata a bordo dai marinai cinesi di Rosslyn. La ragazza si ammala e viene a sapere dall'infermiera che l'accudisce che il matrimonio con Peter è effettivamente valido. Quando guarisce, Patricia si riconcilia con Peter e la coppia intraprende insieme la vita matrimoniale.

## Produzione
Il film fu prodotto dalla Universal Pictures. Per un breve tempo, fu chiamato Overboard.

## Distribuzione
Il copyright del film, richiesto dalla Universal Pictures Corp., fu registrato il 9 marzo 1925 con il numero LP21242.

Distribuito dalla Universal Pictures, il film uscì nelle sale statunitensi il 29 marzo 1925 dopo essere stato presentato in prima a Manitowoc, nel Wisconsin, il 17 marzo 1925.
In Italia, distribuito dalla Universal, ottenne il visto di censura numero 22638 nell'aprile 1926. In Danimarca, fu distribuito il 28 giugno 1926 con il titolo Havets Helt; in Portogallo, uscì come Um Sequestro no Mar Alto il 14 dicembre 1926. In Svezia, prese il titolo För fulla segel, in Spagna quello di Un secuestro en alta mar, distribuito in una versione di 1.667 metri (rispetto ai 1.672,13 metri della versione originale).